# Ямілка дель Валле
Ямілка дель Валле Альварес (ісп. Yamilka del Valle Álvarez; нар. 22 вересня 1987) — кубинська борчиня вільного стилю та дзюдоїстка, чемпіонка та бронзова призерка Панамериканських чемпіонатів, бронзова призерка Панамериканських ігор, бронзова призерка Центральноамериканських і Карибських ігор у змаганнях з боротьби. У змаганнях із дзюдо особливих успіхів на міжнародному рівні не досягла. На Кубкі світу 2006 року в Бірмінгемі посіла п'яте місце.

## Життєпис
Боротьбою почала займатися з 2006 року. Тренер — Родольфо Альфонсо (з 2006).

## Спортивні результати на міжнародних змаганнях

### Виступи на Чемпіонатах світу
| Змагання                        | Збірна | Вагова категорія          | Місце |
| ------------------------------- | ------ | ------------------------- | ----- |
| Чемпіонат світу з боротьби 2009 | Куба   | жіноча боротьба, до 59 кг | 16    |

### Виступи на Панамериканських чемпіонатах
| Змагання                                   | Збірна | Вагова категорія          | Місце  |
| ------------------------------------------ | ------ | ------------------------- | ------ |
| Панамериканський чемпіонат з боротьби 2009 | Куба   | жіноча боротьба, до 59 кг | Золото |
| Панамериканський чемпіонат з боротьби 2010 | Куба   | жіноча боротьба, до 59 кг | 6      |
| Панамериканський чемпіонат з боротьби 2011 | Куба   | жіноча боротьба, до 55 кг | 9      |
| Панамериканський чемпіонат з боротьби 2012 | Куба   | жіноча боротьба, до 55 кг | 9      |
| Панамериканський чемпіонат з боротьби 2013 | Куба   | жіноча боротьба, до 55 кг | Бронза |
| Панамериканський чемпіонат з боротьби 2015 | Куба   | жіноча боротьба, до 53 кг | 5      |

### Виступи на Панамериканських іграх
| Змагання                  | Збірна | Вагова категорія          | Місце  |
| ------------------------- | ------ | ------------------------- | ------ |
| Панамериканські ігри 2007 | Куба   | жіноча боротьба, до 55 кг | 7      |
| Панамериканські ігри 2015 | Куба   | жіноча боротьба, до 53 кг | Бронза |

### Виступи на Центральноамериканських і Карибських іграх
| Змагання                                     | Збірна | Вагова категорія          | Місце  |
| -------------------------------------------- | ------ | ------------------------- | ------ |
| Центральноамериканські і Карибські ігри 2006 | Куба   | жіноча боротьба, до 51 кг | Бронза |

### Виступи на інших змаганнях
| Змагання                                                               | Збірна | Вагова категорія          | Місце  |
| ---------------------------------------------------------------------- | ------ | ------------------------- | ------ |
| Олімпійський кваліфікаційний турнір з боротьби 2012 (Кіссіммі-Орландо) | Куба   | жіноча боротьба, до 55 кг | 5      |
| Cerro Pelado International 2013                                        | Куба   | жіноча боротьба, до 55 кг | Золото |
| Кубок Гранми з боротьби 2014                                           | Куба   | жіноча боротьба, до 55 кг | Срібло |
| Кубок Гранми з боротьби 2015                                           | Куба   | жіноча боротьба, до 55 кг | 5      |
| Beat the Streets 2015                                                  | Куба   | жіноча боротьба, до 55 кг | Срібло |
| Кубок Канади з боротьби 2015                                           | Куба   | жіноча боротьба, до 53 кг | Бронза |
| Cerro Pelado International 2016                                        | Куба   | жіноча боротьба, до 55 кг | Золото |